# پریتویراج سوکوماران
پریتویراج سوکوماران (انگلیسی: Prithviraj Sukumaran؛ زادهٔ ۱۶ اکتبر ۱۹۸۲) هنرپیشه و تهیه‌کننده فیلم اهل هند است. وی از سال ۲۰۰۲ میلادی تاکنون مشغول فعالیت بوده‌است.

## فیلم‌شناسی
- اورنگ‌زیب
- گاه‌شماری
- شکلات
- شهر خدا
- پلیس
- کانگورو
- حافظه
- روز هفتم
- نام من شبانا
- راوانا
- آییا
- ارومی
- آرجون پاتیالا
- جزیره شگفت‌انگیز
- میان من و او
- هدف دوگانه
- آبهی و من
- آرجونان شاهد است (۲۰۱۱)
- ۹ (۲۰۱۹)
- سالار: قسمت اول - آتش‌بس (۲۰۲۳)
- استاد بزرگ استاد کوچک (۲۰۲۴)